# SR マーチャント・ネイヴィー形蒸気機関車
サザン鉄道マーチャント・ネイヴィー形蒸気機関車（サザンてつどうマーチャント・ネイヴィーがたじょうききかんしゃ、英語：SR Merchant Navy class)はイギリスのサザン鉄道で使用されていた蒸気機関車。

## 概要
オリバー・ブレイド設計の急行旅客用機関車だが、戦時中の建造規制を避けるために、英国軍需省に客貨両用機関車として登録した。
サザン鉄道において、新世代の車輪配置 4-6-2パシフィック機で、最大荷重610tの列車を113km/hの速度を出せるよう期待されて設計した。
1941年から49年にかけて30両が製造された。ロンドンとイギリス南岸地域の諸都市を結ぶ急行列車を牽引し活躍。ボディには流線型を採用しており、独特の外見から「スパム缶」または「パケット」というニックネームがつけられた。

## 開発
サザン鉄道は創立以来、他の3社と比較して主要幹線の電化に力を注いでおり、その成果として4大グループの中で最も経済的に成功した企業となった。しかし、その代償として蒸気機関車の開発では大きく後れを取っており、増加する輸送量に耐えうる強力な機関車の開発が急務となった。この課題を解決するべく、1938年、SRの新たな技師長となったバリードは老朽化した旧型機を代替する新たな車両の設計に着手した。当初は4-8-2または2-8-2の車軸配置を計画したものの、バリードは4-6-2を採用し、パシフィック機となった。
1938年3月にサザン鉄道委員会が新しい幹線旅客設計の10両の機関車の建設を承認したとき、彼らは、GNRとLNERのナイジェルグレスリーのアシスタントであるCME Oliver Bulleidの仕事を理解していたが、誰も新しい機関車を想像することはできなかった。Bulleidは想像力に満ちた直感的なデザイナーであり、設計および構築プロセス全体で多くの影響をもたらした。
また、第二次世界大戦勃発の余波を受けて戦時体制下での急客機の新造を制限する法案が可決され、物資の不足や貨物輸送の急増にも対処する必要に迫られたため、表向きは貨客両用機の名目で開発された。
もともとは連合軍の勝利にちなんでこのクラスに名前を付けることを目的としていた。Nº21C1はThe Plateという名前だったが、1941年には記念すべき勝利はなく、その後、連邦の首都にちなんで名前を付けることを検討したが、ユニオンキャッスルラインの会長は、サウサンプトンドックを平時に訪問した海運会社にちなんで名前を付けるよう提案した。最初は、10台の機関車が製造されたが、新機能への試行錯誤はあまりなかった。イーストリー工場で建設された。
21C1“ Channel Packet”は、1941年2月18日に初めて一般に公開されたとき、かなりのセンセーションを巻き起こした。初期には、クラスの「マーチャントネイビー」ではなく「チャネルパケット」というニックネームでよく知られていた。21C1“ Channel Packet”は、SRマラカイトグリーンに組み込まれ、サンシャインイエローのライニングが施された最初の機関車だった。傾斜した前面のプレートはすぐに削除され、すぐ下の垂直面の塗装されたナンバーに置き換えられた。煙室扉の「サザン」プレートは、逆さの馬蹄に似ていたため、機関士には人気がなく、すぐに「サザンラウンデル」に置き換えられ、製造日が記載されたセクションが追加された。国有化の直後に行われた木製のモックアップにもかかわらず、ラウンデルは、伝説の「英国鉄道」を搭載した類似のものと交換されなかった。イギリス国鉄の初期の頃は、番号は単に塗装されていたため、サザン番号の前に「S」というプレフィックスが付いていたが、350xxシリーズで機関車の番号が付け直された。この機関車は、次に21C2「ユニオンキャッスル」が登場するまで4か月間稼働していた。
21C1は、設計をテストおよび改善するためにさまざまな試行と修正を受けた。発見された初期の問題の1つは重量だった。より薄い鋼を使用し、フレームに幅の広い軽量化穴を使用することで達成された。1941年9月から1942年7月の間に、21C3から21C10の建設が完了した。
次に、別の10台の機関車が製造された。わずかに大きい5,100英国インペリアルガロンテンダーを装備したこのバッチの構築は、イーストリーワークスでのみ行われた。製造された機関車は、1944年12月から1945年6月までの間に21C11から21C20だった。
SRに基づいて注文されたが、最後のバッチは10台で、1948年9月から1949年4月の間に英国鉄道（BR）で配送された。これらの機関車はBR番号（35020〜35030）しかつけなかった。建造は3つすべての旧SR機関車工場にまたがって行われ、フレームはアシュフォードで、ボイラーと炭水車はブライトンで、最後の建造はイーストリーで行われた。

## 構造
本形式にはバリードの考案した独自の機構が多数搭載されており、従来のイギリスの蒸気機関車とは一線を画す極めて特異な外観と構造を備えていた。以下はその一部。
チェーン駆動式弁装置(Chain-driven Valve Gear)
動輪の内側に付随して開店する歯車とチェーンによって三つの汽筒の排気を制御する弁装置。詳しくはブレイド式チェーン駆動弁装置を参照
Air-smoothed Casing
煙室から運転台までを覆う直線的なカバー。その外観から肉の缶詰という通称で親しまれた。空気抵抗の軽減や煙除けを目的とした所謂流線型の外殻だが、LNERのA4形やLMSのプリンセス・コロネーション形等、他社の流線型機関車が「Stream line」と称されるのに対し、バリード自身はこれを「Air-smoothed」と表現した。
溶接式火室
大多数の英国機で火室の製造に用いられたリベット打ちによる工法に代えて、溶接工法を採用して製造工程の簡略化とコストの削減を行った。また通常使用される銅の代わりにスチールを使用することで約1.5トンの重量軽減を実現した。
動輪
6フィート2インチ(1.88ｍ)の動輪は日本の国鉄で使用されたボックス動輪に似た外観で、同心円状に涙滴形の穴が並んで空けられている。同程度の大きさのスポーク動輪よりも軽量かつ頑丈な作りとなっている。

## 運用
戦争の激化と共に、同機による牽引が想定されていた大陸との直通列車は既に運用されなくなっていたが、ロンドンからサウサンプトン及びエクセターを結ぶ南西本線の急行列車に使用された。
バリード設計のボイラーは戦時体制下での低品質な石炭でも高い出力を発揮し、戦後から1960年代後半までのボーンマスベルプルマンを復活させたほどだが、空転も多かった。それ以外の独自機構の多くは成功したとは言い難く、むしろ多くの問題が浮き彫りとなった。
特に弁装置は磨耗が激しく、複雑な構造のために保守にも手間が掛かるという整備士泣かせの代物で、走行中の振動によって飛散した潤滑油に火花が引火して発火する事さえあった。こうした火災によって列車の運行が滞るのはもちろん、消火活動による急激な冷却で車体に歪曲が生じるという二次的な弊害も現れた。
また、低品質な石炭でも高い出力を発揮したものの、消費量は比較的高く、他のビッグフォーの機関車との比較すると明らかだった。
流線型の覆いは機関士の視界を遮り、気流によって車体の周りに滞留する排煙が事がその問題を悪化させた。現場からの報告を受け、その都度覆いの形状に細かな修正が加えられたものの、完全に解消することはできなかった。また、弁装置と同様に、整備・点検の作業を煩雑なものにしており、清掃・塗装の行程を簡略化して人件費を削減しようとする当初の目的が裏目に出る事になった。
1953年に調査に至った事故により、クラス全体のクランク軸の設計に欠陥が見つかった。これにより、クラスが即座に撤回され、変更されたデザインの新しいクランクアクスルが製造および取り付けられた。
こうした諸々の問題を受けて、戦後四大会社を統合して発足したイギリス国鉄では、機関車の設計を見直し、30両全ての車両から弁装置とカバーを含む独自機構の多くを撤去、より一般的な機構に置換するという大幅な改造を行った。しかし、より信頼性の高い機関車が使用されており、1949年にバリードが南部地域の担当から外れると、さらなる改善の実施は困難になった。
新しいスタンダード7「ブリタニア」クラスを支持してクラス全体を廃棄する計画が提案されたが、破棄された。
クラスの衰退と撤退の主な原因は、南部地域の統制から西部地域への変更である南西部メインラインにあった。1960年代初頭までに、西部地域ではディーゼル油圧「ウォーシップ」クラスが導入された。これは、南西メインラインを介して高速旅客列車を運ぶことに割り当てられ、廃車につながった。

## 保存
35005（21C5）「カナダ太平洋」 –オーバーホールが行われており、ミッドハンツ鉄道（クレソン線）が所有している。機関車は現在、ローリングシャーシであり、コンポーネントが利用可能になったときに追加される。ボイラーはRopleyの主な焦点であり、今後数年間エンジンを蒸気状態にすることを目指している。
35006（21C6）「Peninsular＆Oriental SN Co.」– 35006 Locomotive Company Ltdが所有するグロスターシャーウォリックシャー蒸気鉄道で運行。2016年5月に旅客列車の運搬に戻った。BR裏地付きグリーンに後期クレストのカラーリングを搭載している。
35009（21C9）「Shaw Savill」 – Ian Rileyが所有する。修復待ち。
35010（21C10）「ブルースター」 –イギリスの機関士蒸気保存協会が所有するコルネバレー鉄道での復元を待っている。協会は現在、35010で始動する前に別のエンジンを復元している。
35011（21C11）「General Steam Navigation」 –ケント州セリンゲで元の状態に復元中。General Steam Navigation Locomotive Restoration Societyが所有している。協会は2015年8月に35011を購入し、修復作業を開始した。欠陥のあるプレーンアクスルをクランクアクスルに変更する作業が始まり、作業部隊が編成されて、さらなる作業のために機関車を準備し、露出したコンポーネントを保護している。ネームプレートを含む多くの新しいコンポーネントが製造された。社会への年会費はたったの£10で、会費は35011の回復に向かっている。
35018（21C18）「British India Line」 –メインラインで運用され、カーンフォースMPDを拠点とし、West Coast Railways TOCが所有。2017年5月に保存状態で初めて蒸し、2017年秋に最初の列車を運んだ。BRLined GreenをLate Crestのカラーリング。
35022“ Holland America Line” – Icons of Steamが所有するCrewe Diesel Depotでの復元を待っている。
35025「Brocklebank Line」 –ケント州セリンゲでの復元を待っている。エンジンのベースとなった以前のサイトで、修復作業が行われた。
35027「ポートライン」 – Icons of Steamが所有するCrewe Diesel Depotでのオーバーホールを待っている。
35028「Clan Line」 – Stewarts Lane TMDに基づくメインラインで運用。35028は1960年代にBRから直接購入された。それ以来、主にメインラインで稼働し、数十年にわたって多くのオーバーホールを受けた。最新のオーバーホールは2017年5月に完了しました。
35029“ Ellerman Lines” –内部の仕組みを示すためにセクション化。国立鉄道博物館が展示および所有している。